# Ruby Dee

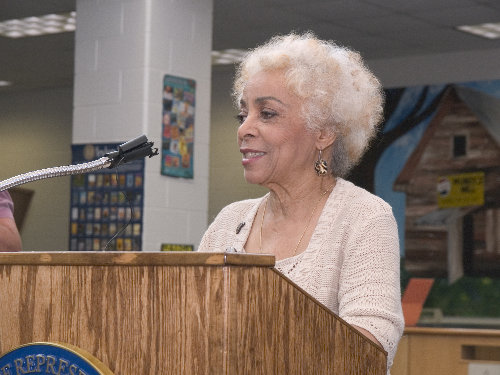
Ruby Dee (2006)

Ruby Dee, eigentlich Ruby Ann Wallace (* 27. Oktober 1922 in Cleveland, Ohio; † 11. Juni 2014 in New Rochelle, New York), war eine US-amerikanische Schauspielerin und Bürgerrechtlerin.

## Leben
Als Ruby Dee ein Jahr alt war, zog ihre Familie von Ohio nach Harlem. Ihre leibliche Mutter hatte da bereits die Familie verlassen. Ruby wurde von ihrer Stiefmutter erzogen, die dafür sorgte, dass sie Klavierunterricht erhielt. Die Familie vermietete Zimmer an afro-amerikanische Reisende, denen es in New York verboten war, in „weißen Hotels“ zu wohnen.
Erste Schauspielerfahrungen sammelte Ruby Dee während der High School in Schulaufführungen. Während ihrer Collegezeit spielte sie am American Negro Theater in Harlem. Dort spielte sie gemeinsam mit Sidney Poitier und Harry Belafonte. Nach einigen Off-Broadwayproduktionen hatte sie 1943 ihr Broadwaydebüt. 1946 lernte sie während einer gemeinsamen Broadwayproduktion Ossie Davis kennen, den sie 1948 heiratete. Sie hatten drei Kinder und waren bis zu Ossie Davis’ Tod 2005 verheiratet. Ihre schauspielerische Ausbildung intensivierte sie am neugegründeten Actors Studio von Lee Strasberg, wo auch Marlon Brando seine Ausbildung erhielt. Anfang der 1950er Jahre begann Ruby Dee sich gemeinsam mit ihrem Ehemann für die schwarze Bürgerrechtsbewegung zu engagieren. Nach ersten Rollen in afro-amerikanischen Filmen erhielt sie auch erste Hollywoodrollen. Meist spielte sie jedoch nur Hausmädchen. Eine größere Rolle spielte sie erst 1958 in dem Musikfilm St. Louis Blues an der Seite von Nat King Cole, Eartha Kitt, Cab Calloway, Ella Fitzgerald und Mahalia Jackson. Der Film erzählt die Lebensgeschichte des Komponisten W. C. Handy, gespielt von Nat King Cole.

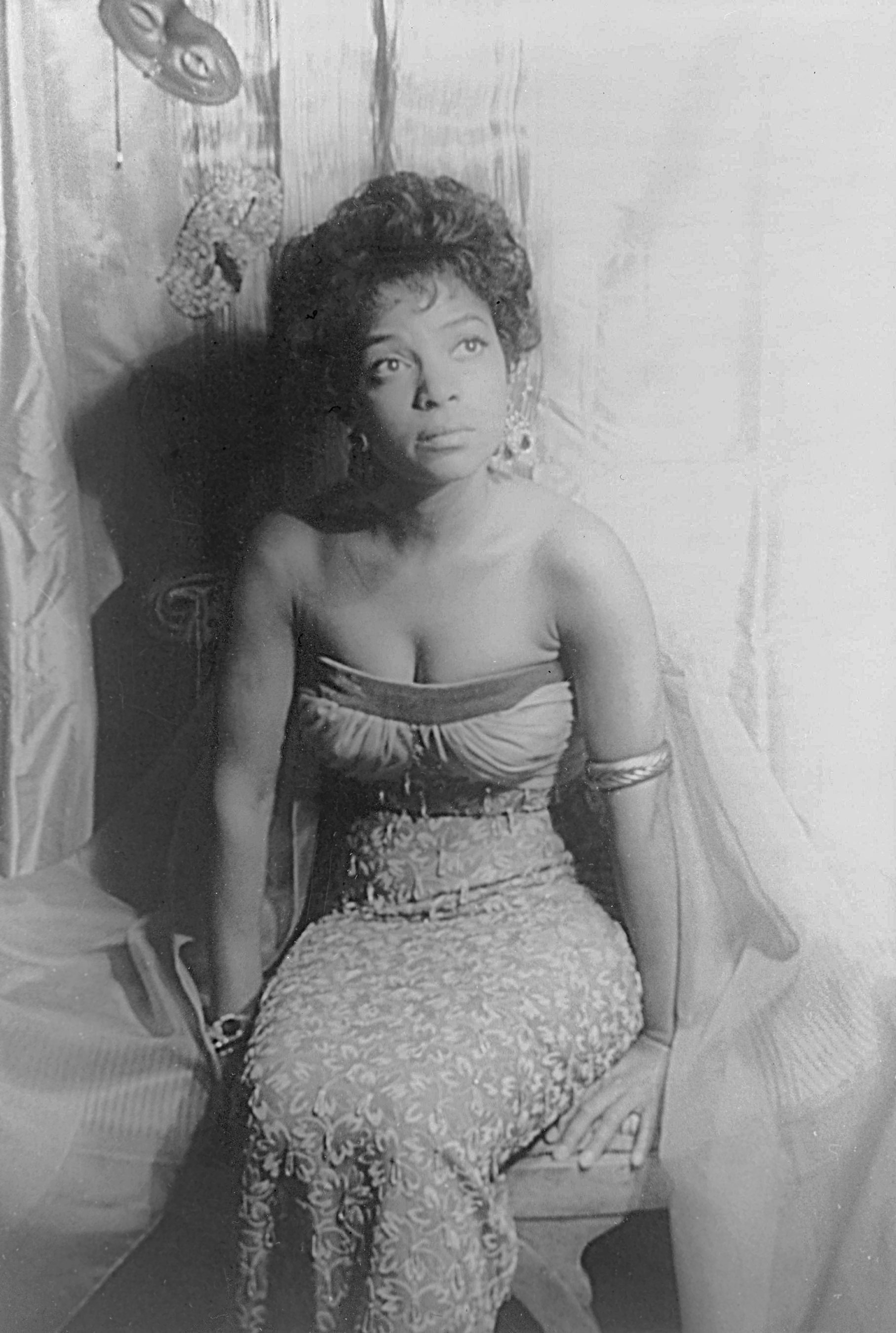
Ruby Dee, 1962 fotografiert von Carl van Vechten

1959 kehrte Ruby Dee ans Theater zurück und spielte eine der Hauptrollen in der Broadwayproduktion A Raisin in the Sun. Ihre Rolle spielte sie auch 1961 in der Verfilmung von Daniel Petrie. In den 1960er Jahren war sie die erste afro-amerikanische Frau, die eine Hauptrolle beim American Shakespeare Festival übernahm. Als politische Aktivistin führte sie am 28. Oktober 1963 zusammen mit ihrem Ehemann durch das Programm der Abschlusskundgebung des Marsches auf Washington für Arbeit und Freiheit. Mit Regisseur Jules Dassin schrieb sie 1968 das Drehbuch zu dessen Film Black Power und übernahm die weibliche Hauptrolle in diesem Film. Anfang der 1970er Jahre spielte sie in einigen Filmen der neuen afro-amerikanische Filmwelle. In den folgenden Jahren war sie vor allem in Fernsehfilmen zu sehen und spielte weiterhin Theater. Ende der 1980er Jahre besetzte sie Spike Lee gemeinsam mit Ehemann Ossie Davis in seinem Film Do the Right Thing.
2001 wurde sie gemeinsam mit ihrem Ehemann Ossie Davis für ihr Lebenswerk mit dem Screen Actors Guild Life Achievement Award ausgezeichnet. 2004 erhielt sie den Kennedy-Preis.
2005 weilte sie zu Dreharbeiten zu der neuseeländischen Familienkomödie No. 2, als ihr Mann Ossie Davis an einem Herzinfarkt starb. 2007 kehrte sie auf die Kinoleinwand zurück und spielte die Mutter von Denzel Washington in dem Film American Gangster. Die Rolle brachte ihr eine Oscarnominierung für die beste weibliche Nebenrolle. Sie ist die einzige im 21. Jahrhundert Nominierte dieser Kategorie, die nicht mehr lebt. 2008 erhielt sie die Spingarn Medal.
Dee starb am 11. Juni 2014 in ihrem Haus in New Rochelle, New York, eines natürlichen Todes im Alter von 91 Jahren.
Am Freitag nach ihrem Tod dimmten die Theater am Broadway das Licht für eine Minute zu ihren Ehren.

## Politisches Engagement
Ruby Dee und ihr Ehegatte Ossie Davis galten als „Erstes Ehepaar der Bürgerrechtsbewegung“.
Im Alter von elf Jahren hielt Ruby Dee ihre erste öffentliche Rede bei einer Demonstration. Anlass war der Suizid einer Lehrerin wegen Budgetkürzungen. Anfang der 1950er unterstützte sie Ethel und Julius Rosenberg. 1963 moderierte sie gemeinsam mit ihrem Ehemann die Ansprachen bei der Abschlusskundgebung beim Marsch auf Washington. Sie unterhielt in der Bürgerrechtsbewegung nicht nur Kontakt mit Martin Luther King, sondern war auch mit dem militanteren Malcolm X befreundet. Ruby Dee organisierte nach der Ermordung von vier Schülerinnen bei einem Bombenattentat in Birmingham (Alabama) einen Weihnachts-Einkaufsboykott und sammelte Spenden für Martin Luther King. Noch mit fast 80 wurde sie bei einem Protestmarsch gegen das Erschießen Amadou Diallos von Polizisten des New York City Police Departments verhaftet. Sie betrachtete ihre Schauspielerei auch als ein Mittel des Kampfes für Bürgerrechte.

## Filmografie (Auswahl)
- 1950: Der Haß ist blind (No Way Out)
- 1951: Verschwörung im Nachtexpreß (The Tall Target)
- 1957: Ein Mann besiegt die Angst (Edge of the City)
- 1958: St. Louis Blues
- 1959: Spring über deinen Schatten (Take a Giant Step)
- 1961: Ein Fleck in der Sonne (A Raisin in the Sun)
- 1963: Der Balkon (The Balcony)
- 1963: Auf der Flucht (The Fugitive)
- 1963: Gone Are the Days!
- 1967: Incident (The Incident)
- 1968: Black Power (Up Tight!)
- 1972: Der Weg der Verdammten (Buch and the Preacher)
- 1972: Black Girl
- 1976: Countdown at Kusini
- 1979: Roots – Die nächsten Generationen
- 1982: Katzenmenschen (Cat People)
- 1989: Do the Right Thing
- 1990: Die Liebe eines Detektivs (Love at Large)
- 1990: Golden Girls (Episode: Big Daddys Sünde)
- 1991: Jungle Fever
- 1993: Ein Cop und ein Halber (Cop and ½)
- 1994: Stephen Kings The Stand – Das letzte Gefecht
- 1995: Im Sumpf des Verbrechens (Just Cause)
- 1995: Tuesday Morning Ride
- 1997: Der Zauberwunsch (A Simple Wish)
- 1999: Baby Geniuses
- 2000: Sommer der Freundschaft (A Storm in Summer)
- 2006: No. 2
- 2006: The Way Back Home
- 2007: All About Us
- 2007: American Gangster
- 2007: Steam
- 2012: Noch tausend Worte (A Thousand Words)

## Theater
- 1940: On Strivers Row
- 1941: Natural Man
- 1942: Starlight
- 1943: Three’s a Family
- 1943: South Pacific
- 1944: Walk Hard
- 1946: Jeb
- 1946: Anna Lucasta
- 1946: Arsenic and Old Lace
- 1946: John Loves Mary
- 1948: A Long Way From Home
- 1949: The Smile of the World
- 1953: The World of Sholom Aleichem
- 1959: A Raisin in the Sun
- 1961: Purlie Victorious
- 1965: King Lear
- 1965: The Taming of the Shrew
- 1966: The Birds
- 1966: Oresteia
- 1970: Boesman and Lena
- 1971: The Imaginary Invalid
- 1972: The Wedding Band
- 1975: Hamlet
- 1979: Bus Stop
- 1979: Twin-Bit Gardens
- 1983: Zora is My Name!
- 1988: Checkmates
- 1989: The Glass Menagerie
- 1993: The Disappearance
- 1994: Flying West
- 1995: Two Hahs-Hahs and a Homeboy
- 1996: My One Good Nerve: A Visit with Ruby Dee
- 2002: A Last Dance for Sybil
- 2003: Saint Lucy’s Eyes[6]